# The Kid Laroi
Charlton Kenneth Jeffrey Howard (sinh ngày 17 tháng 8 năm 2003), thường được biết đến với nghệ danh The Kid Laroi (cách điệu là The Kid LAROI), là một rapper, ca sĩ và nhạc sĩ người Úc. Sinh ra tại Waterloo, New South Wales, anh bắt đầu được đón nhận kể từ khi kết hợp với người bạn Juice Wrld trong chuyến lưu diễn ở Úc. Howard có nguồn gốc từ dân tộc Kamilaroi, một dân tộc bản địa Úc, do đó anh lấy nghệ danh là "Laroi". The Kid Laroi đã có một lượng lớn người hâm mộ tại Úc trước khi ký thỏa thuận hợp tác với Lil Bibby's Grade A Productions và Columbia Records.
Laroi thu hút được sự chú ý trên toàn thế giới với bài hát "Let Her Go" và ngày càng nổi tiếng với bài hát "Go" hợp tác cùng Juice Wrld, đạt vị trí thứ 52 trên Billboard Hot 100. Mixtape đầu tay F*ck Love (2020) của anh đạt vị trí số một trên Bảng xếp hạng ARIA Úc, trở thành nghệ sĩ solo người Úc trẻ nhất lọt vào top đầu BXH, đồng thời đạt vị trí No.1 trên Billboard 200 của Mỹ. Ngoài ra, các bài hát "Without You" hợp tác với Miley Cyrus và "Stay" hợp tác với Justin Bieber đã lọt vào top 10 của Billboard Hot 100, và "Stay" đã đạt no.1 bảng xếp hạng này.

## Tiểu sử
Charlton Kenneth Jeffrey Howard sinh ngày 17 tháng 8 năm 2003 tại Waterloo, New South Wales, một vùng ngoại ô gần Redfern ở phía nam Sydney. Từ khi còn nhỏ, mẹ của Howard đã cho anh nghe nhạc của Fugees, Erykah Bada và Tupac Shakur. Cha mẹ của anh có mối quan hệ tốt trong ngành công nghiệp âm nhạc và anh có một anh trai. Cha của anh, Nick Howard, là một nhà sản xuất âm nhạc và kỹ sư âm thanh, người đã từng làm việc với các ngôi sao người Úc như Bardot và Delta Goodrem. Mẹ anh, Sloane Howard, là nhà quản lý tài năng, người sáng lập hãng thu âm và giám đốc điều hành âm nhạc, từng quản lý quán quân Popstars, Scott Cain. Năm 2004, một bài báo trên tờ The Sydney Morning Herald viết về cái cách mà cha mẹ của Howard đã giúp đỡ April, một cô gái bị tổn thương sau cuộc bạo động tại Redfern Riots, thực hiện đam mê âm nhạc của mình. Trong bài báo, bà Howard cũng đã mỉa mai về dòng nhạc rap của Úc: "Rất nhiều rapper rời khỏi Harlem với nhiều câu chuyện thực tế mà họ đã kể. Nhưng ở Úc, họ chỉ là những con người bắt chước một cách mù quáng. April thì khác, cô ấy có cả một câu chuyện đến từ trái tim".
Ông cố ngoại của Howard thuộc Stolen Generations (Thế hệ bị đánh cắp), bao gồm những đứa trẻ có nguồn gốc lai thổ dân; ông ấy đã bị tách khỏi gia đình của chính mình và được đưa vào một gia đình người da trắng; Để che giấu nguồn gốc và giải thích về nước da đen của ông, họ đã nói ông là "người Tây Ban Nha". Ở tuổi mười tám, ông đã nhận ra ông thật chất là người thổ dân. Vì vậy, Howard có nguồn gốc tổ tiên là Kamilaroi (hay Gamilaraay) và anh đã lấy nghệ danh của mình là "Laroi".
Cha của Howard không phải là người có tác động mạnh mẽ đến cuộc đời Howard mà chính là chú của anh. Năm 2015, chú của Howard bị sát hại. Howard cho rằng nguồn cảm hứng dẫn đến thành công của anh là tránh có số phận như chú của mình và khiến ông ấy tự hào.
Cha mẹ của Howard chia tay khi anh lên bốn, từ đó tuổi thơ của anh trở nên hỗn loạn hơn. Howard nói rằng có khoảng thời gian mẹ anh bán ma túy để kiếm sống. Năm 7 tuổi, anh chuyển đến thị trấn ở nông thôn Broken Hill, New South Wales sống cùng mẹ, anh trai và ông bà. Anh theo học Trường Giáo xứ Sacred Hart, ở đó anh là đội trưởng và giành được giải thưởng diễn thuyết. Howard tham gia Đội bơi lội thành phố Broken Hill Silver từ năm 2013 đến năm 2015. Sau khi rời Broken Hill, Howard theo học một trường nội trú ở Adelaide một thời gian cho đến khi mẹ anh không còn đủ khả năng chi trả nữa và họ chuyển về Sydney vào năm 2017.
Tại Sydney, anh theo học tại trường tư thục có danh tiếng - Trường Australian Performing Arts Grammar bằng học bổng nhưng đến lớp chín, anh đã bỏ học giữa chừng để theo đuổi sự nghiệp của mình. Trong khoảng thời gian này, gia đình anh sống trong một cư xá ở Redfern còn anh sống nhờ ở nhà bạn bè. Trong một cuộc phỏng vấn năm 2021, Howard giải thích rằng mẹ là người bạn thân nhất của anh và Howard muốn giúp bà vượt qua tình hình tài chính khó khăn nên anh đã tìm một công việc bán thời gian tại một cửa hàng trái cây.
Vào năm 2019, podcast hip-hop No Jumper đã quay một bộ phim tài liệu về Howard và những người bạn của anh trên đường phố Redfern – nơi được mô tả như một khu ổ chuột. Howard kể chi tiết cách anh đã xoay xở để làm cho sự nghiệp của mình trở nên phát triển, vượt ra khỏi nước Úc bằng cách xây dựng các mối quan hệ quốc tế và kế hoạch của anh là: "Tôi sẽ đến và đợi bên ngoài phòng khách sạn dành cho những nghệ sĩ lớn đến thị trấn. Tôi muốn chơi nhạc của mình và tìm nhiều cách khác nhau để gặp họ hoặc đi vào hậu trường. Tôi đã làm như vậy trong khoảng hai năm". Và kế hoạch của anh đã thành công khi anh nhờ được một bạn nữ làm trong khách sạn gửi bản nhạc của anh cho Swae Lee. Sau đó anh được hợp tác với Swae Lee.

## Sự nghiệp

### Những năm đầu
Howard bắt đầu thu âm các đoạn rap theo nhịp trên điện thoại của mẹ mình và tải chúng lên SoundCloud. Trong một cuộc phỏng vấn với Triple J, Howard nói rằng tên bản rap đầu tiên của anh được đặt là "FC6". Năm 2015, Howard thành lập bộ đôi "Dream $ Team" với rapper Adelaide, DJ Marcus Jr. (Aka LadyKiller), là người cố vấn và hỗ trợ cho anh. Cả hai đã cùng nhau thu âm các bài hát và biểu diễn, DJ Marcus Jr hướng dẫn anh cách quảng bá, thu âm và phát triển buzz. Mẹ của Howard, Sloane, đã thành lập "Mama Capone Management" để quảng bá cho bộ đôi cũng như sự nghiệp của con trai bà và lúc đó mọi người thường gọi anh là "Charlton Laroi".
Howard đã gặp người cộng tác hiện nay của mình, Khaled Rohaim - nhà sản xuất từng được đề cử giải Grammy tại một phòng thu ở Sydney. Cảm động trước tài năng và hoàn cảnh sống khó khăn của Howard, Rohaim đã đón Howard về nhà ở thành phố Sydney để họ có thể cùng nhau ăn uống, thu âm tại studio mà Rohaim đã thuê ở North Strathfield. Rohaim đã giao cho Howard công việc viết một số bài hát cho các nghệ sĩ khác. Trong một lần, Rohaim viết một bài hát có A Boogie và Howard lẻn vào phòng thu để có thể gặp anh ấy, cuối cùng họ đã cùng nhau thu âm một bài hát.
Năm 2017, Howard đã ký hợp đồng phát triển với Sony Music Australia. Cùng năm đó, anh là Co-Host tại Lễ hội Fernside do Weave Youth and Community Services tổ chức.

### 14 with a Dream: 2018 - 2020
Ngày 16 tháng 8 năm 2018, Howard debut với Đĩa mở rộng đầu tay, 14 with a Dream hợp tác với Manu Crooks, B Wise và Miracle. Cùng tháng đó, anh đã thu hút được sự chú ý sau lọt vào vòng chung kết trong cuộc thi Triple J Unearth . Hồ sơ Triple J của Howard được công khai chỉ đơn giản với "14 with a Dream..." và có ba bài hát mà anh đã tải lên; "Disconnect (demo)", "In My Feelings" và "Blessings". Cùng năm 2018, anh đã nhảy trên sân khấu với Manu Crook$ tại Listen Out Festival, rap với Tkay Maidza tại Triple J's One Night Stand Festival, và cổ vũ họ tại Newtown Festival. The Kid Laroi đã có một bài hát hợp tác với Lil Skies, người đã đăng một đoạn teaser cho hơn 3 triệu người hâm mộ trên Instagram của mình. Howard đã được phỏng vấn bởi nhà đài cộng đồng FBi Radio và người dẫn chương trình Darren Lesaguis nói rằng cuộc phỏng vấn phải diễn ra sau 5 giờ chiều để Howard có thể tham dự sau giờ học. Trong cuộc phỏng vấn với Acclaim, Laroi nói rằng động lực và sự tự tin của anh là để một ngày nào đó mọi người coi là anh một thần tượng thực thụ, khi được hỏi liệu có thể kể tên ba nghệ sĩ Úc mà anh nghĩ sẽ trở thành huyền thoại trong tương lai hay không và Laroi đã nói: "...I'd have to say... Can it be me? Can I pick myself? I hate to be that guy, but I definitely hope that I'm a legend."
Tháng 3 năm 2019, Howard xuất hiện tại một buổi chào đón thương hiệu thời trang dạo phố Street X ở Darlinghurst, người hâm mộ đã xếp hàng dài để gặp anh. Cùng năm 2019, Laroi đã thỏa thuận hợp tác với hãng thu âm Grade A Productions và Columbia Records của rapper người Mỹ Lil Bibby. Howard đã được cố vấn và hỗ trợ bởi rapper quá cố Juice Wrld trong các chuyến lưu diễn ở Úc vào năm 2018 và 2019. Howard sống với Juice Wrld ở Los Angeles để tìm hiểu cách hoạt động của phòng thu và quy trình thu âm từ thần tượng của mình. Anh đã biểu diễn tại Lễ hội Rolling Loud ở Miami và New York. Tháng 12, Laroi đã thu hút được sự chú ý của người hâm mộ quốc tế khi phát hành MV "Let Her Go" trên kênh YouTube Lyrical Lemonade.

### F*ck Love mixtape: 2020 - 2021
Ngày 31 tháng 1 năm 2020, Howard phát hành "Diva" với rapper người Mỹ Lil Tecca, đi kèm với một video âm nhạc Lyrical Lemonade của đạo diễn Cole Bennett được phát hành vào ngày 1 tháng 2. Ngày 22 tháng 3, Howard phát hành "Addison Rae", một bài hát được đặt theo tên của ngôi sao cá tính trên mạng xã hội cùng tên.  "Addison Rae" sau đó đã trở thành một cơn sốt TikTok. Ngày 27 tháng 3, Howard xuất hiện với tư cách khách mời trong video âm nhạc của rapper người Mỹ Lil Mosey cho "Blueberry Faygo". Ngày 17 tháng 4, Howard phát hành "Fade Away" với rapper người Mỹ Lil Tjay. Ngày 25 tháng 4, Howard được giới thiệu trên "Go Dumb" của nhà sản xuất thu âm Y2K, cũng có sự tham gia của Blackbear và Bankrol Hayden. Ngày 12 tháng 6, Howard phát hành "Go" kết hợp với rapper người Mỹ quá cố Juice Wrld, đi kèm với một video âm nhạc do Steve Cannon làm đạo diễn. Ngày 26 tháng 6, Howard góp mặt trong album phòng thu đầu tay Pain is Temporary của Bankrol Hayden, trên bản phối lại của "Costa Rica". Ngày 18 tháng 7, Howard phát hành "Tell Me Why", một ca khúc tưởng nhớ Juice Wrld. Howard đã tiết lộ ảnh bìa và ngày phát hành mixtape F*ck Love của mình trên Twitter cùng ngày. Băng mixtape được phát hành vào ngày 24 tháng 7 và có các đặc điểm của Lil Mosey, Corbin và Juice Wrld. Cùng ngày, anh phát hành video âm nhạc cho "Not Fair" với sự góp mặt của Corbin. Ngày 7 tháng 8, Howard phát hành video âm nhạc cho bài hát "Selfish". Ngày 28 tháng 8, Laroi đã được giới thiệu trong bản mixtape tập thể B4 the Storm của Internet Money với bài hát "Speak". Ngày 18 tháng 9, video âm nhạc cho "Wrong" của đạo diễn Logan Paul với sự tham gia của Lil Mosey và diễn viên chính Lana Rhoades, đã được phát hành. Ngày 23 tháng 10, Howard phát hành đĩa đơn chính của dự án "So Done", đi kèm với một video âm nhạc Lyrical Lemonade do Cole Bennett đạo diễn. Ngày 30 tháng 10, Laroi đã được One four  giới thiệu trên "My City".
Ngày 2 tháng 11, Howard tiết lộ tiêu đề của dự án tiếp theo là Savage trên Instagram và sẽ được phát hành dưới dạng phiên bản deluxe của F*ck Love. Cuối cùng nó đã được phát hành bốn ngày sau đó vào ngày 6 tháng 11 và đạt vị trí số một trên bảng xếp hạng ARIA của Úc, cũng như vị trí thứ 3 trên bảng xếp hạng Billboard 200 của Hoa Kỳ. Cùng ngày, video âm nhạc cho "Always Do" do Steve Cannon đạo diễn đã được phát hành. Ngày 26 tháng 11, video âm nhạc cho "Maybe" được phát hành. Ngày 17 tháng 12, Howard phát hành video âm nhạc cho "Without You", do Steve Cannon đạo diễn. Ngày 8 tháng 12, Howard đã được giới thiệu trên "Reminds Me Of You", một bài hát để lại của Juice WRLD. Bài hát lấy mẫu của Kim Petras bài hát "Reminds Me". Ngày 29 tháng 12, Howard phát hành video âm nhạc cho "Tragic" với sự tham gia của YoungBoy Never Broke Again và Internet Money do Steve Cannon đạo diễn.
Vào ngày 19 tháng 3 năm 2021, Howard đã góp mặt trong album Justice, album thứ sáu của ca sĩ người Canada Justin Bieber với bài hát "Unstable". Ngày 30 tháng 4, Howard đã phát hành bản phối lại của "Without You" với nữ ca sĩ người Mỹ Miley Cyrus. Bài hát đã cực kỳ nổi tiếng trên TikTok, vươn lên vị trí thứ 8 trên Billboard Hot 100, trở thành đĩa đơn đầu tiên trong top 10 của Laroi với tư cách là nghệ sĩ chính. Ngày 8 tháng 5, anh biểu diễn bài hát trong bộ nhạc kịch đầu tiên với Miley Cyrus trong tập Saturday Night Live Mothers' Day, do Elon Musk tổ chức, với Miley Cyrus là khách mời của vở nhạc kịch.
Vào tháng 6 năm 2021, Howard rời Grade A Productions và ký hợp đồng quản lý với Scooter Braun, cũng là người đại diện cho các nghệ sĩ như Justin Bieber và Ariana Grande. Cũng trong tháng đó, Howard thông báo rằng phần ba và phần cuối của bộ ba tác phẩm F*ck Love sẽ được phát hành vào tháng 7. Vào ngày 9 tháng 7, Laroi phát hành bài hát "Stay" cùng Justin Bieber bằng một video âm nhạc, và đạt vị trí số 1 trên Hot 100, trở thành đĩa đơn có thứ hạng cao nhất của Laroi tại Hoa Kỳ. Bản nhạc deluxe thứ hai của F*ck Love mang tên F*ck Love 3: Over You đã được phát hành vào ngày 23 tháng 7. Bản deluxe có sự xuất hiện của khách mời từ Polo G, Stunna Gambino, G Herbo và Lil Durk. Phiên bản này cũng được đi kèm với một phiên bản mở rộng có tên F*ck Love 3+: Over You, được phát hành vào ngày 27 tháng 7 với thêm 6 bài hát. Kết quả là F*ck Love đã đạt vị trí quán quân trên Billboard 200 hơn một năm sau khi phát hành lần đầu tiên. Howard đã biểu diễn "Stay" cùng Justin Bieber tại lễ trao giải VMA awards năm 2021 và được đề cử cho Nghệ sĩ mới xuất sắc nhất và Màn trình diễn Push của năm, cho đĩa đơn "Without You". Tháng 9 năm 2021, Howard kết thúc hợp đồng quản lý với Braun và ký hợp đồng với Adam Leber tại Rebel Management.

### 2022–hiện tại:The First Time
Vào ngày 26 tháng 2 năm 2022, Howard đã tiết lộ tên của album sắp ra mắt, The First Time. Vào ngày 22 tháng 4 năm 2022, Howard cho đăng tải bài hát "Thousand Miles" cùng với một video âm nhạc, video âm nhạc sau đó đã đạt hơn 1 triệu lượt xem trong một ngày.

## Đời tư
Vào năm 2020, Howard sống ở Los Angeles cùng với mẹ và em trai. Howard coi mình như một đại sứ của nước Úc và muốn cho thế giới thấy những gì Úc đã đem lại. Anh nói với Triple J rằng anh muốn làm cho Châu Úc như những gì Drake đã làm để đưa Toronto và Canada lên bản đồ.
Năm 2020, Howard đã có nhiều mối quan hệ với những người có tầm ảnh hưởng trên mạng xã hội và idol TikTok Katarina Deme.
Giọng nói và một số ngôn từ thông thường của Howard đã là vấn đề gây tranh cãi kể từ khi anh sống ở đó từ năm 2019. Trong một cuộc phỏng vấn với Zach Sang, anh đã kể rằng mình có rất nhiều bạn đến từ Chicago và để hiểu được ngôn ngữ của họ, anh đã thay đổi ngôn từ, cách nói chuyện bởi vì Howard không hiểu nhiều tiếng Úc. Trong một bài phỏng vấn vào năm 2018, những người nói tiếng Úc bản xứ đã nói rằng anh đã bắt chước cách sử dụng từ ngữ của các rapper mà đối với người Úc thì nó không thông dụng mấy, chẳng hạn như "We don't got no money".
Ngày 9 tháng 8 năm 2021, Howard đã đăng một bài viết trên Instagram thông báo với người hâm mộ rằng anh đang hồi phục sau COVID-19 và đã cách li được một tuần. Bài đăng ngay sau đó đã được xóa và Howard đã đăng trên Twitter một video nói rằng anh đang cách li với bạn gái của mình vì cả hai đều nhiễm vi-rút, và sau đó anh cập nhật rằng đã nhận kết quả âm tính với COVID-19.
Thời trang là một phần quan trọng trong quá trình The Kid Laroi lột xác từ một người Redfern thành ngôi sao quốc tế. Howard giải thích với Spout Podcast rằng lúc còn ở Úc anh không có nhiều tiền nên chỉ mặc những bộ đồ thể thao. Kể từ khi chuyển đến California, phong cách của anh đã chuyển sang các nhãn hiệu cao cấp như Celine, Louis Vuitton, Comme des Garcons và anh có sự quan tâm đặc biệt với những chiếc áo len dệt kim. Howard đã xuất hiện trên các tạp chí về thời trang như Flaunt và trên trang bìa của Tạp chí Wonderland vào mùa thu năm 2021.

## Danh sách đĩa nhạc

### Mixtapes
| Tựa đề    | Chi tiết album | Vị trí cao nhất trên bảng xếp hạng | Vị trí cao nhất trên bảng xếp hạng | Vị trí cao nhất trên bảng xếp hạng | Vị trí cao nhất trên bảng xếp hạng | Vị trí cao nhất trên bảng xếp hạng | Vị trí cao nhất trên bảng xếp hạng | Vị trí cao nhất trên bảng xếp hạng | Vị trí cao nhất trên bảng xếp hạng | Vị trí cao nhất trên bảng xếp hạng | Vị trí cao nhất trên bảng xếp hạng | Chứng nhận                                                                                         |
| --------- | --- | ---------------------------------- | ---------------------------------- | ---------------------------------- | ---------------------------------- | ---------------------------------- | ---------------------------------- | ---------------------------------- | ---------------------------------- | ---------------------------------- | ---------------------------------- | -------------------------------------------------------------------------------------------------- |
| Tựa đề    | Chi tiết album | AUS                                | BEL (FL)                           | CAN                                | DEN                                | IRE                                | NZ HOT                             | NOR                                | SWE                                | UK                                 | US                                 | Chứng nhận                                                                                         |
| F*ck Love | - Phát hành: ngày 24 tháng 7 năm 2020 - Hãng đĩa: Grade A, Columbia - Định dạng: Phát trực tuyến, tải kĩ thuật số. | 1                                  | 5                                  | 1                                  | 2                                  | 5                                  | 2                                  | 1                                  | 4                                  | 6                                  | 1                                  | - ARIA: Bạch kim - BPI: Vàng - IFPI DEN: Bạch kim - MC: Bạch kim - RIAA: Bạch kim - RMNZ: Bạch kim |

### Đĩa mở rộng
| Tựa đề          | Chi tiết đĩa mở rộng |
| --------------- | --- |
| 14 with a Dream | - Phát hành: ngày 16 tháng 8 năm 2018 (Dành riêng cho SoundCloud và YouTube) - Hãng đĩa: Tự phát hành - Định dạng: tải kĩ thuật số, Phát trực tuyến |

### Singles

#### Đĩa đơn quảng bá
| Tựa đề                                                         | Năm  | Vị trí cao nhất trên bảng xếp hạng | Vị trí cao nhất trên bảng xếp hạng | Vị trí cao nhất trên bảng xếp hạng | Vị trí cao nhất trên bảng xếp hạng | Vị trí cao nhất trên bảng xếp hạng | Vị trí cao nhất trên bảng xếp hạng | Vị trí cao nhất trên bảng xếp hạng | Vị trí cao nhất trên bảng xếp hạng | Vị trí cao nhất trên bảng xếp hạng | Vị trí cao nhất trên bảng xếp hạng | Chứng nhận | Album                 |
| -------------------------------------------------------------- | ---- | ---------------------------------- | ---------------------------------- | ---------------------------------- | ---------------------------------- | ---------------------------------- | ---------------------------------- | ---------------------------------- | ---------------------------------- | ---------------------------------- | ---------------------------------- | --- | --------------------- |
| Tựa đề                                                         | Năm  | AUS                                | BEL (FL)                           | CAN                                | DEN                                | IRE                                | NZ HOT                             | NOR                                | SWE                                | UK                                 | US                                 | Chứng nhận | Album                 |
| "Blessings"                                                    | 2018 | —                                  | —                                  | —                                  | —                                  | —                                  | —                                  | —                                  | —                                  | —                                  | —                                  | | 14 with a Dream       |
| "Winning"                                                      | 2019 | —                                  | —                                  | —                                  | —                                  | —                                  | —                                  | —                                  | —                                  | —                                  | —                                  | | Non-album singles     |
| "Let Her Go"                                                   | 2019 | —                                  | —                                  | —                                  | —                                  | —                                  | —                                  | —                                  | —                                  | —                                  | —                                  | - ARIA: Vàng - RIAA: Vàng | Non-album singles     |
| "Diva" (hợp tác với Lil Tecca)                                 | 2020 | 76                                 | —                                  | —                                  | —                                  | —                                  | —                                  | —                                  | —                                  | —                                  | —                                  | - ARIA: Vàng - RIAA: Vàng | Non-album singles     |
| "Addison Rae"                                                  | 2020 | 76                                 | —                                  | —                                  | —                                  | —                                  | —                                  | —                                  | —                                  | —                                  | —                                  | - ARIA: Vàng | Non-album singles     |
| "Fade Away" (cùng với Lil Tjay)                                | 2020 | 73                                 | —                                  | —                                  | —                                  | —                                  | —                                  | —                                  | —                                  | —                                  | —                                  | | Non-album singles     |
| "Go" (cùng với Juice Wrld)                                     | 2020 | 23                                 | —                                  | 40                                 | —                                  | 42                                 | 32                                 | —                                  | —                                  | 43                                 | 52                                 | - ARIA: Bạch kim - BPI: Bạc - MC: Bạch kim - RIAA: Bạch kim                                                                                     | F*ck Love             |
| "Tell Me Why"                                                  | 2020 | 49                                 | —                                  | 86                                 | —                                  | 77                                 | —                                  | —                                  | —                                  | —                                  | —                                  | - ARIA: Vàng - RIAA: Vàng | F*ck Love             |
| "Need You Most (So Sick)"                                      | 2020 | 79                                 | —                                  | —                                  | —                                  | —                                  | —                                  | —                                  | —                                  | —                                  | —                                  | | F*ck Love             |
| "So Done"                                                      | 2020 | 6                                  | —                                  | 24                                 | 29                                 | 23                                 | 17                                 | 4                                  | 38                                 | 38                                 | 59                                 | - ARIA: 3× Bạch kim - BPI: Bạc - IFPI DEN: Vàng - MC: Vàng - RIAA: Bạch kim - RMNZ: Vàng                                                        | F*ck Love (Savage)    |
| "Reminds Me of You" (cùng với Juice Wrld)                      | 2020 | —                                  | —                                  | 56                                 | —                                  | 48                                 | —                                  | —                                  | —                                  | 63                                 | 89                                 | | TBA                   |
| "Without you" (cùng với Miley Cyrus)                           | 2020 | 1                                  | 1                                  | 7                                  | 2                                  | 3                                  | 8                                  | 1                                  | 5                                  | 2                                  | 8                                  | - ARIA: 5× Bạch kim - BEA: Bạch kim - BPI: Bạch kim - GLF: Bạch kim - IFPI DEN: Bạch kim - MC: 2× Bạch kim - RIAA: 2× Bạch kim - RMNZ: Bạch kim | F*ck Love (Savage)    |
| "Stay" (cùng với Justin Bieber)                                | 2021 | 1                                  | 1                                  | 1                                  | 1                                  | 2                                  | 1                                  | 1                                  | 1                                  | 2                                  | 1                                  | - ARIA: 3× Bạch kim - BPI: Bạch kim - IFPI DEN: Bạch kim - RIAA: 2× Bạch kim - RMNZ: Bạch kim                                                   | F*ck Love 3: Over You |
| "—" Đĩa đơn không phát hành hoặc không xếp hạng ở quốc gia đó. |      |                                    |                                    |                                    |                                    |                                    |                                    |                                    |                                    |                                    |                                    | |                       |

#### Đĩa đơn hợp tác
| Tựa đề                                                          | Năm  | Vị trí xếp hạng cao nhất | Vị trí xếp hạng cao nhất | Album              |
| --------------------------------------------------------------- | ---- | ------------------------ | ------------------------ | ------------------ |
| Tựa đề                                                          | Năm  | AUS                      | NZ HOT                   | Album              |
| "Go Dumb" (cùng Y2K hợp tác với Blackbear và Bankrol Hayden)    | 2020 | —                        | 29                       | Non-album single   |
| "Costa Rica (Remix)" (Bankrol Hayden hợp tác với the Kid Laroi) | 2020 | —                        | 40                       | Paint Is Temporary |
| "Hell Bent" (Tokyo's Revenge hợp tác với the Kid Laroi)         | 2020 | —                        | —                        | 7ven               |
| "My City" (Onefour hợp tác với the Kid Laroi)                   | 2020 | 28                       | —                        | Against All Odds   |
| "All My Life" (Kence hợp tác với the Kid Laroi)                 | 2021 | —                        | —                        | Non-album single   |
| "—" Đĩa đơn không phát hành hoặc không xếp hạng ở quốc gia đó.  |      |                          |                          |                    |

### Các bài hát khác
| Tựa đề                                                                               | Năm  | Vị trí xếp hạng cao nhất | Vị trí xếp hạng cao nhất | Vị trí xếp hạng cao nhất | Vị trí xếp hạng cao nhất | Vị trí xếp hạng cao nhất | Vị trí xếp hạng cao nhất | Vị trí xếp hạng cao nhất | Vị trí xếp hạng cao nhất | Vị trí xếp hạng cao nhất | Chứng nhận                           | Album                 |
| ------------------------------------------------------------------------------------ | ---- | ------------------------ | ------------------------ | ------------------------ | ------------------------ | ------------------------ | ------------------------ | ------------------------ | ------------------------ | ------------------------ | ------------------------------------ | --------------------- |
| Tựa đề                                                                               | Năm  | AUS                      | CAN                      | DEN                      | IRE                      | NZ HOT                   | NOR                      | SWE                      | UK                       | US                       | Chứng nhận                           | Album                 |
| "Hate the Other Side" (Juice Wrld và Marshmello hợp tác với Polo G và the Kid Laroi) | 2020 | 15                       | 12                       | —                        | —                        | 3                        | —                        | 54                       | —                        | 10                       |                                      | Legends Never Die     |
| "May be"                                                                             | 2020 | 84                       | —                        | —                        | —                        | 13                       | —                        | —                        | —                        | —                        | - RIAA: Vàng                         | F*ck Love             |
| "Wrong" (hợp tác với Lil Mosey)                                                      | 2020 | 54                       | 98                       | —                        | 90                       | 6                        | —                        | —                        | —                        | —                        | - ARIA: Vàng - MC: Vàng - RIAA: Vàng | F*ck Love             |
| "Not Fair" (hợp tác với Corbin)                                                      | 2020 | 92                       | —                        | —                        | —                        | 12                       | —                        | —                        | —                        | —                        |                                      | F*ck Love             |
| "Selfish"                                                                            | 2020 | —                        | —                        | —                        | —                        | —                        | —                        | —                        | —                        | —                        | - RIAA: Vàng                         | F*ck Love             |
| "Speak" (Internet Money hợp tác với the Kid Laroi)                                   | 2020 | —                        | —                        | —                        | —                        | 16                       | —                        | —                        | —                        | —                        |                                      | B4 the Storm          |
| "Pikachu"                                                                            | 2020 | 81                       | —                        | —                        | —                        | —                        | —                        | —                        | —                        | —                        |                                      | F*ck Love (Savage)    |
| "Tragic" (hợp tác với YoungBoy Never Broke Again và Internet Money)                  | 2020 | 41                       | 59                       | —                        | —                        | 2                        | —                        | —                        | —                        | 76                       | - RIAA: Vàng                         | F*ck Love (Savage)    |
| "Always Do"                                                                          | 2020 | 34                       | 48                       | —                        | 39                       | 1                        | —                        | —                        | 66                       | 83                       | - RIAA: Vàng                         | F*ck Love (Savage)    |
| "Feel Something" (hợp tác với Marshmellon)                                           | 2020 | 78                       | 93                       | —                        | —                        | —                        | —                        | —                        | —                        | —                        |                                      | F*ck Love (Savage)    |
| "F*ck You, Goodbye" (hợp tác với Machine Gun Kelly (rapper)                          | 2020 | 54                       | 64                       | —                        | —                        | 6                        | —                        | —                        | —                        | 99                       | - ARIA: Vàng - RIAA: Vàng            | F*ck Love (Savage)    |
| "Unstable" (Justin Bieber hợp tác với the Kid Laroi)                                 | 2021 | 22                       | 17                       | 12                       | —                        | 4                        | 33                       | 53                       | —                        | 62                       |                                      | Justice               |
| "No Return" (Polo G hợp tác với the Kid Laroi và Lil Durk)                           | 2021 | 33                       | 26                       | —                        | 40                       | 3                        | —                        | —                        | 47                       | 26                       |                                      | Hall of Fame          |
| "Over You"                                                                           | 2021 | 44                       | 81                       | —                        | —                        | —                        | —                        | —                        | —                        | —                        |                                      | F*ck Love 3: Over You |
| "Not Sober" (hợp tác với Polo G và Stunna Gambino)                                   | 2021 | 8                        | 22                       | 23                       | 43                       | 2                        | 28                       | 55                       | 42                       | 41                       |                                      | F*ck Love 3: Over You |
| "Same Energy"                                                                        | 2021 | 51                       | 86                       | —                        | —                        | 7                        | —                        | —                        | —                        | —                        |                                      | F*ck Love 3: Over You |
| "Bad News"                                                                           | 2021 | 82                       | —                        | —                        | —                        | —                        | —                        | —                        | —                        | —                        |                                      | F*ck Love 3: Over You |
| "Still Chose You" (hợp tác với Mustard)                                              | 2021 | 26                       | 65                       | —                        | —                        | 5                        | —                        | —                        | 80                       | 100                      |                                      | F*ck Love 3: Over You |
| "—" Đĩa đơn không phát hành hoặc không xếp hạng ở quốc gia đó.                       |      |                          |                          |                          |                          |                          |                          |                          |                          |                          |                                      |                       |

## Giải thưởng và đề cử

### APRA Awards
APRA Awards là lễ trao giải ở Úc bởi Australasian Performing Right Association (APRA) để công nhận các kỹ năng sáng tác và viết lời bài hát, thông qua lượng bán đĩa cũng như lượt phát sóng của các nghệ sĩ hằng năm.
| Năm      | Nhân vật / tác phẩm được đề cử      | Giải thưởng             | Kết quả   | Tham khảo |
| -------- | ----------------------------------- | ----------------------- | --------- | --------- |
| Năm 2021 | Charlton Howard p.k.a The Kid Laroi | Nhạc sĩ đột phá của năm | Đoạt giải | [ 155 ]   |

### ARIA Music Awards
ARIA Music Awards là lễ trao giải hàng năm công nhận tài năng, sự sáng tạo, và thành tựu của các thể loại trong nền âm nhạc Úc. The Kid Laroi đã nhận được ba đề cử.
| Năm      | Nhân vật / tác phẩm được đề cử | Giải thưởng                    | Kết quả | Tham khảo |
| -------- | ------------------------------ | ------------------------------ | ------- | --------- |
| Năm 2020 | F*ck Love                      | Nam nghệ sĩ xuất sắc nhất      | Đề cử   | [ 156 ]   |
| Năm 2020 | F*ck Love                      | Nghệ sĩ đột phá                | Đề cử   | [ 156 ]   |
| Năm 2020 | F*ck Love                      | Bản phát hành Hip Hop hay nhất | Đề cử   | [ 156 ]   |

### J Awards
J Awards là một loạt các giải thưởng âm nhạc thường niên của Úc được thành lập bởi Australian Broadcasting Corporation tập trung vào đài phát thanh giới trẻ Triple J, được thành lập vào năm 2005. 
| Năm      | Nhân vật / tác phẩm được đề cử | Giải thưởng        | Kết quả | Tham khảo       |
| -------- | ------------------------------ | ------------------ | ------- | --------------- |
| Năm 2020 | F*ck Love                      | Album của năm ở Úc | Đề cử   | [ 157 ] [ 158 ] |

### LOS40 Music Awards
LOS40 Music Awards (trước đây là Premios Principales del ANO / Premios 40 Principales) là giải thưởng được trao tặng từ năm 2006 bởi đài phát thanh Tây Ban Nha LOS40 (trước đây gọi là LOS40 Principales).
| Năm      | Nhân vật / tác phẩm được đề cử | Giải thưởng                 | Kết quả       | Tham khảo |
| -------- | ------------------------------ | --------------------------- | ------------- | --------- |
| Năm 2021 | The Kid Laroi                  | Hoạt động quốc tế tốt nhất  | Chờ phê duyệt | [ 159 ]   |
| Năm 2021 | "Without You"                  | Bài hát quốc tế hay nhất    | Chờ phê duyệt | [ 159 ]   |
| Năm 2021 | F*ck Love 3+: Over You         | Album quốc tế xuất sắc nhất | Chờ phê duyệt | [ 159 ]   |

### MTV Europe Music Awards
MTV Europe Music Awards là giải thưởng do Viacom International Media Networks trao tặng nhằm tôn vinh các nghệ sĩ và âm nhạc trong nền văn hóa đại chúng. 
| Năm      | Nhân vật / tác phẩm được đề cử | Giải thưởng         | Kết quả | Tham khảo |
| -------- | ------------------------------ | ------------------- | ------- | --------- |
| Năm 2020 | The Kid Laroi                  | Best Australian Act | Đề cử   | [ 160 ]   |

### MTV Video Music Awards
MTV Video Music Awards, thường được viết tắt là VMA, được thành lập vào năm 1984 bởi MTV để tôn vinh những video âm nhạc hàng đầu của năm.
| Năm      | Nhân vật / tác phẩm được đề cử | Giải thưởng                                | Kết quả | Tham khảo |
| -------- | ------------------------------ | ------------------------------------------ | ------- | --------- |
| Năm 2021 | The Kid Laroi                  | Nghệ sĩ mới xuất sắc nhất                  | Đề cử   | [ 162 ]   |
| Năm 2021 | "Without You"                  | Bài hát được trình diễn nhiều nhất của năm | Đề cử   | [ 162 ]   |
| Năm 2021 | "Stay" (with Justin Bieber)    | Bài hát của mùa hè                         | Đề cử   | [ 163 ]   |

### National Indigenous Music Awards
National Indigenous Music Awards là lễ trao giải âm nhạc bắt đầu từ năm 2004, công nhận tài năng, sự sáng tạo và lãnh đạo giữa các nhạc sĩ Aboriginal và Torres Strait khắp nước Úc. 
| Năm      | Nhân vật / tác phẩm được đề cử | Giải thưởng     | Kết quả       | Tham khảo |
| -------- | ------------------------------ | --------------- | ------------- | --------- |
| Năm 2021 | The Kid Laroi                  | Nghệ sĩ của năm | Chờ phê duyệt | [ 164 ]   |
| Năm 2021 | "Without You"                  | Bài hát của năm | Chờ phê duyệt | [ 164 ]   |
| Năm 2021 | F*ck Love                      | Album của năm   | Chờ phê duyệt | [ 164 ]   |

## Lưu diễn

### Biểu diễn chính
- The End of the World Tour (2022)
- Bleed For You College Tour (2023) (chỉ ở Hoa Kỳ)
- The First Time World Tour (2024)